# Gustav Killian
Johann Gustav Killian (2 juny 1860 a Magúncia, † 24 febrer 1921 a Berlín) va ser un metge laringòleg alemany, fundador de la broncoscòpia.

## Biografia
El seu pare Johann Baptist Cesar Killian (1820-1889), fill d'un supervisor de vies urbanes, va néixer a Magúncia, va ser doctor en filosofia i professor de secundària, i després va viure a Bensheim. La seva mare Apol·lònia (1833-1865), nascuda Höpfel, va morir de còlera als 31 anys.
Gustav Killian també va néixer a Magúncia i es va formar a la Universitat de Friburg-im-Breisgau. Va fer avenços revolucionaris en el diagnòstic i tractament d'afeccions dels conductes de la laringe, especialment en el diagnòstic i la retirada de cossos estranys als tubs bronquials, mitjançant la seva nova tècnica de control broncoscòpic. El seu primer nomenament a la universitat va ser com a assistent del professor Wilhelm Hack de la càtedra d'otorrinolaringologia a Magúncia. La mort sobtada de Hack (1851-1887) va provocar la seva successió per Killian, tot i que no va ser professor en aquell moment. La seva revolucionària activitat a la broncoscòpia li va valer un nomenament com a professor de laringologia a la Universitat de Berlín; aquesta va ser la primera càtedra d'aquest àmbit a Alemanya. Killian va introduir una altra novetat en la tècnica de la seva especialitat, coneguda com a laringoscòpia en suspensió. No va escriure cap monografia sobre el broncoscopi, i els seus alumnes van ometre l'omissió. El seu llibre "El laringoscòpi de suspensió" (Die Schwebelaryngoscopic) va aparèixer el 1920; i en col·laboració amb Voss va escriure un volum sobre l'experiència militar, "Organs auditius, passatges aeris i alimentaris" (Gehörorgan, Obere Luft und Speisengänge, 1921). Es va publicar un volum Festschrift cap al 1920.

## Obres
- Über die Bursa und Tonsilla pharyngea. (1888) (alemany)
- Die Untersuchung der hinteren Larynxwand. (1890) (alemany)
- Die Nebenhöhlen der Nase in ihren Lagebeziehungen zu den Nachbarorganen. (1903) (alemany)
- Die Schwebelaryngoskopie und ihre praktische Verwertung. (1920) (alemany)
- Die submucöse Fensterresektion der Nasenscheidewand. Archiv für Laryngologie und Rhinologie, (1904) 16: 362-387. (alemany)
- The origin of choanal polipi. Lancet (1906) 2: 81-82. (alemany)
- Über die Behandlung von Fremdkörpern unter Bronchialstenosen. Freiburg (alemany)
- Die Schwebelaryngoskopie. Arch Laryngol Rhinol (1912) 26:277-317 (alemany)